# كرمة (السودان)
هذه المقالة عن مدينة كرمة التاريخية في السودان، هناك مقالة أخرى عن نبات الكرمة.
مدينة كرمة (كوش) (بالإنجليزية: Kerma) من أقدم المدن التاريخية التي أثبت علماء الآثار أن هذه المدينة عمرها أكثر من 9500 عام، واسمها النوبي هو دكي قيل وهي كلمة تعني التل الأحمر (حتى اليوم) باللغة النوبية المعاصرة. وكانت عاصمة الكوشيين، تقع في الولاية الشمالية من السودان على الضفة الشرقية لنهر النيل وتبعد حوالي 700 كيلو متر إلى الجنوب من مدينة أسوان.

## تاريخها

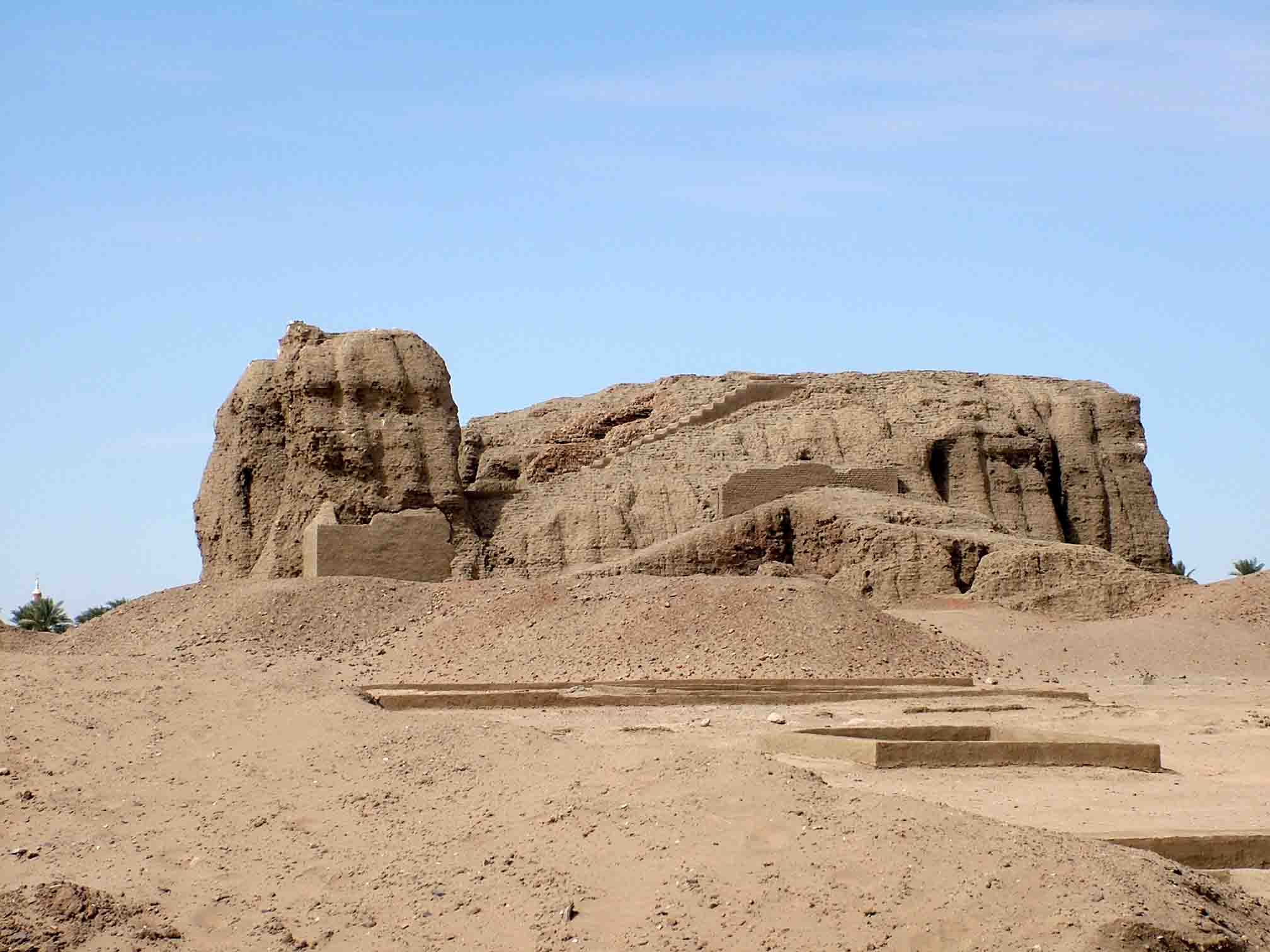
المبنى الأثري المعروف بالدفوفة الغربية، الواقع في مدينة كرمة القديمة بمنطقة النوبة في السودان.

كانت كرمة مركزا لحضارة كرمة نحو 2000 قبل الميلاد، وتعد أحد مراكز الحضارة الإنسانية القديمة. وتقدمت تلك الحضارة مع الزمن ونشأت فيها مملكة كانت ذات شأن كبير وعلى اتصال بدولة الفراعنة التي تقع شمالا منها.
عُثر في مدينة كرمة على صرح كبير مبني من الطوب اللبن، يسمى اليوم «الدفوفة الغربية». ويختلف العلماء في تحديد وظيفة هذا الصرح الضخم الذي يبلغ ارتفاعه نحو 19 متر، ويرجحون أنه إما كان قصرا للملوك أو معبدا.
كما عُثر على أعداد كبيرة من مباني عمرانية قديمة وقبور، يبدو أنها كانت في خدمة الملوك. كانت تلك المنشآت مستديرة أو بيضوية. كما عُثر على آثار تشير إلى تضحيات بالبشر. وعِثر على بقايا مقتنيات وأواني من مصر تدل على تبادل تجاري بين المملكتين كبير. وربما جاء بعضها إلى الكرمة من خلال غارات لأهل كرمة على جنوب مصر. عندما ضعفت مملكة كرمة استولى عليها فراعنة مصر نحو 1400 قبل الميلاد (تحتمس الثالث) وبقيت تحت نفوذ سلطتهم قرونا عديدة. وانتعشت الحياة في مدينة كرمة حتى نهاية عهد المريوت، وتعرف في المخطوطات المصرية القديمة بـ «بنوبس».

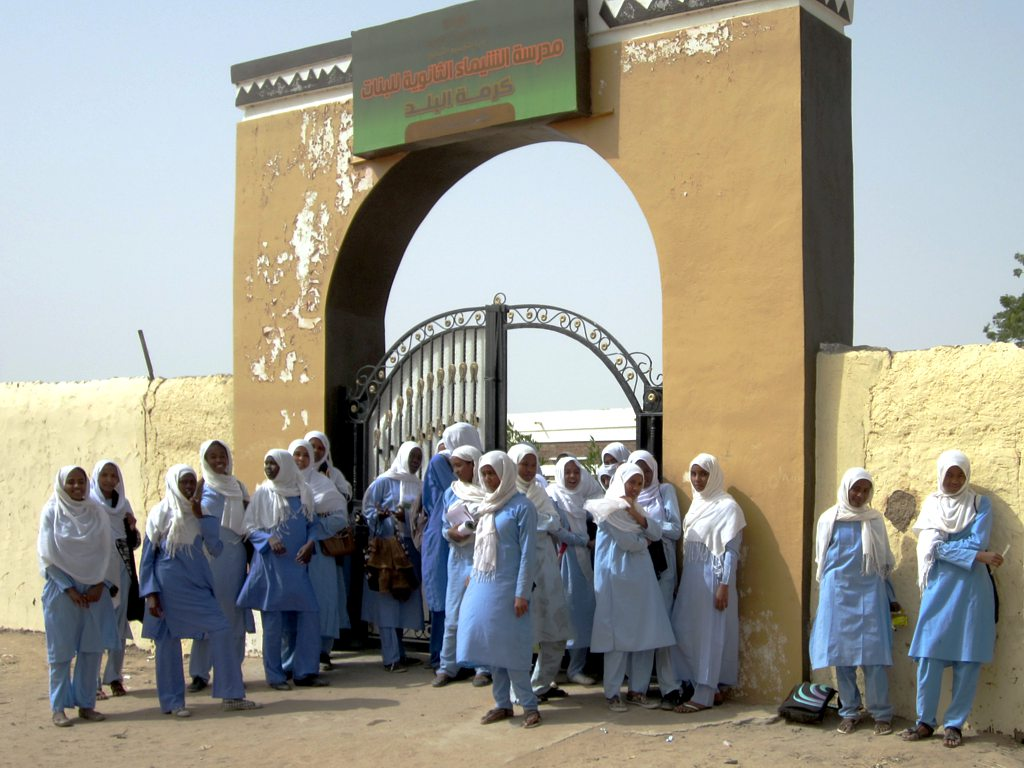
صورة لطالبات بالمرحلة الثانوية امام بوابة مدرستهم بمدينة كرمة

كان يشغل وسط المدينة معبدا للإله آمون، قام ببنائه تحتمس الرابع على الرغم من وجود بعض الآثار المصرية من عهد أقدم. وفي عهد الفرعون أخناتون حوّل المعبد لتقديس الإله آتون. كان ذلك خلال الأسرة المصرية الثامنة عشر (نحو 1340 قبل الميلاد).
خلال الأسرة 25 وحكم الملك شباكا (716 -702 قبل الميلاد) غير شباكا في بنية المعبد. وعُثر على مخبأ يرجع تاريخه على حكم الملك بيلتا وجدت فيه عدة تماثيل لحكام نوبيين. كما أقام الملك 
أيريكماني بعض المنشآت.
في عهد مملكة كوش عدلت المنشآت والمعابد. واستخدم في الطوب الأحمر المحروق. ويبدو أن المكان غودر من السكان نحو 400 بعد الميلاد.

## الدفوفة بمدينة كرمة
الدفوفة هي مركز تجمع مدني ضخم حول معبد كان مبنيا من الطوب اللبن. وهي تنقسم إلى قسمين اثنين: «الدفوفة الشرقية» وهي عبارة عن مدافن بيضاوية، و«الدفوفة الغربية» وهي عبارة عن بقايا صرح أو قلعة قديمة. وتعتبر هذه الآثار من أهم الآثار الموجودة في السودان وأبرز معالم الفترة الكوشية.

## الجوانب المميزةللحضارة الكوشية
تميزت حضارة كرمة بالعديد من الجوانب، من أهمها نشأة دواوين لقاء الملوك بالجماهير والتي لم يعثر على شبيه لها في الحضارة المصرية أو أي حضارة أخرى. كما تميزت كرمة بوعي الناس لأهمية الماشية وتربيتها، كما تميزت بنوع خاص من الفخار. عُثر في كرمة على أكثر من 10 من هذه الدواوين، فضلاً عن أنها دوماً ما عرفت بأنها العاصمة الأولى للوجود البشري في السودان وأحد أقدم الحضارات الإفريقية التي أحكمت السيطرة على شعبها قبل 1600 عام من الميلاد. ونافست مصر وامتدت من الشلال الأول إلى الشلال الرابع.

## متحف كرمة
تم إنشاء متحف بالمدينة يضم جميع الآثار والمقتنيات المكتشفة حديثا.

## صور

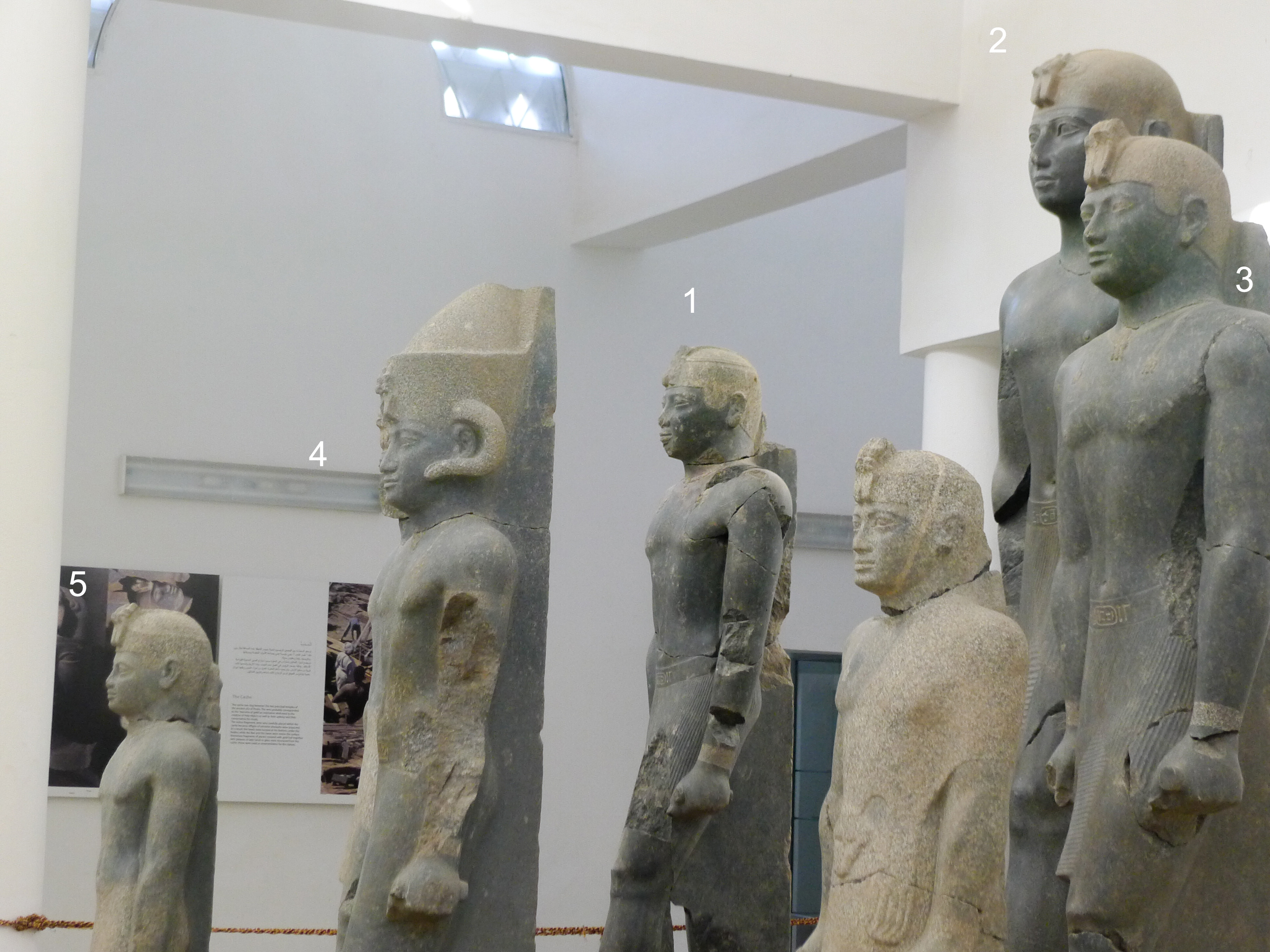
تماثيل الملوك الكوشيين في متحف كرمة
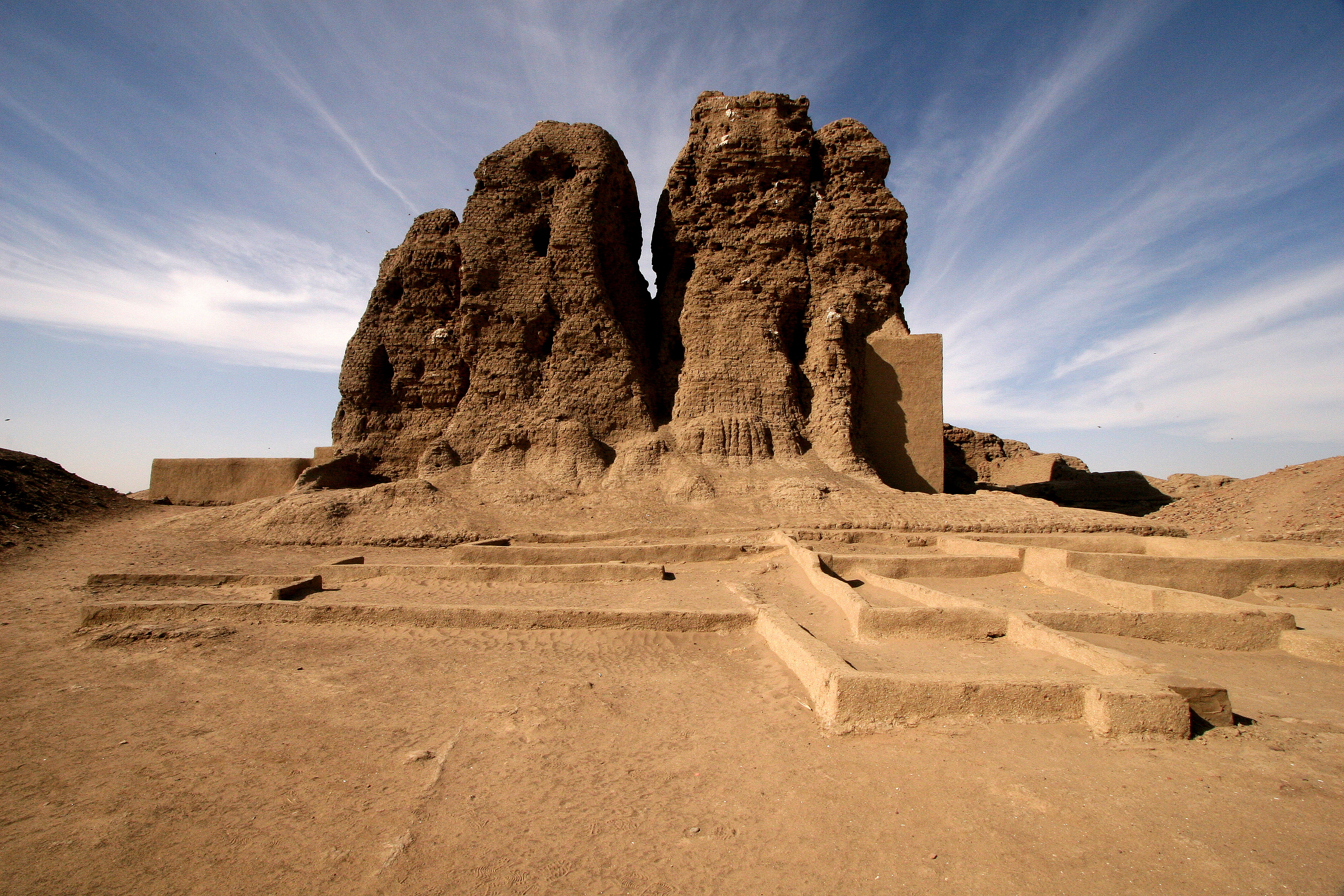
الدفوفة الغربية
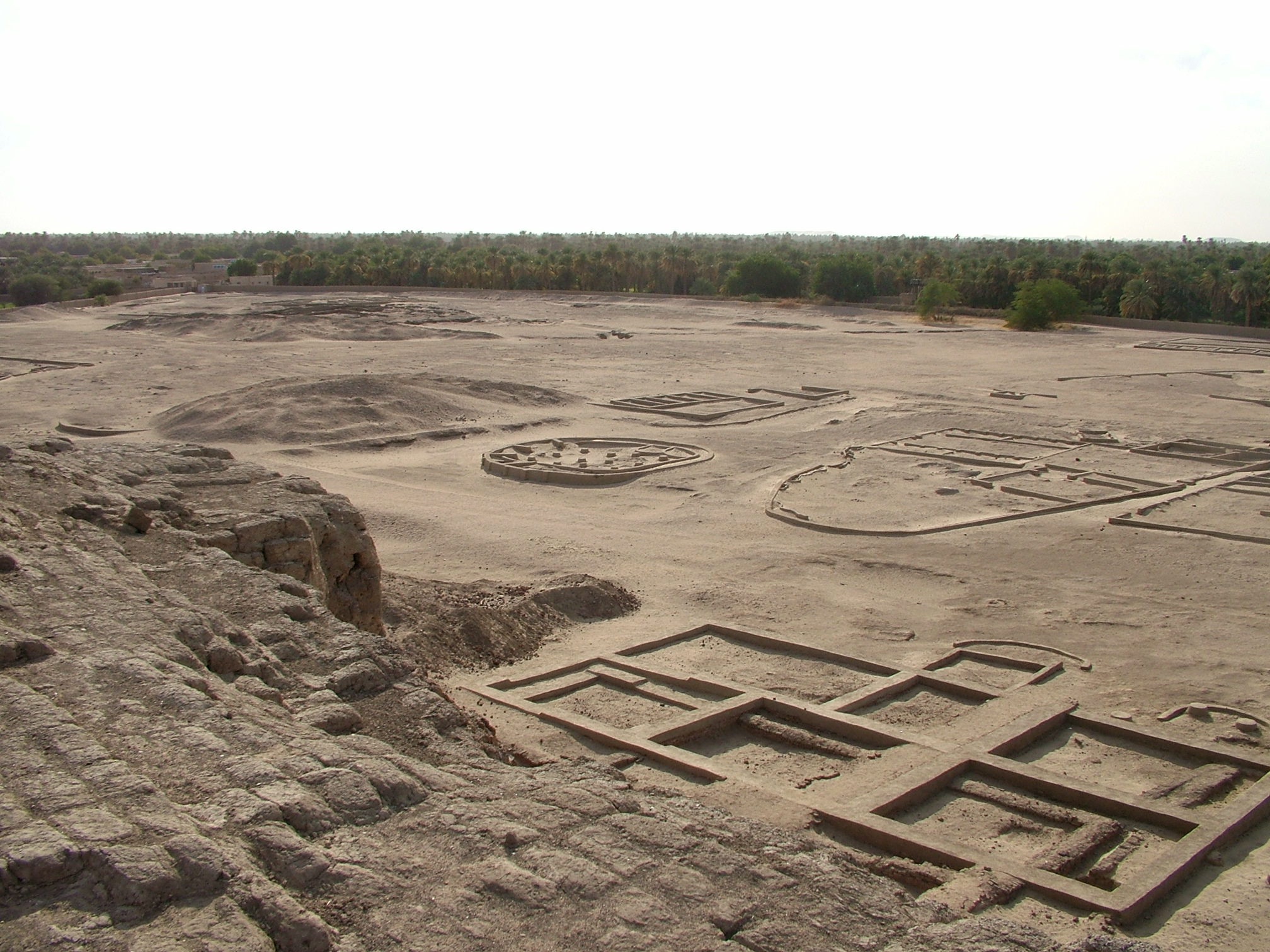
مدينة كرمة القديمة
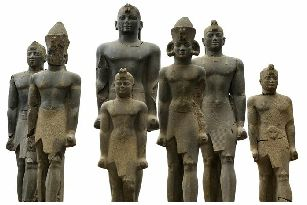
الملوك الكوشيين